# Juan Píriz
Juan Píriz (Montevidéu, 26 de junho de 1902 — 23 de março de 1946) foi um futebolista uruguaio, campeão olímpico 

## Carreira
Atuou como extremo direito e defendeu os clubes uruguaios Defensor Sporting e Nacional. Compôs o plantel uruguaio medalhista de ouro nos Jogos Olímpicos de 1928, disputados em Amsterdã.
Píriz morreu ainda jovem, aos 43 anos de idade.